# ジョン・レナード＝ジョーンズ

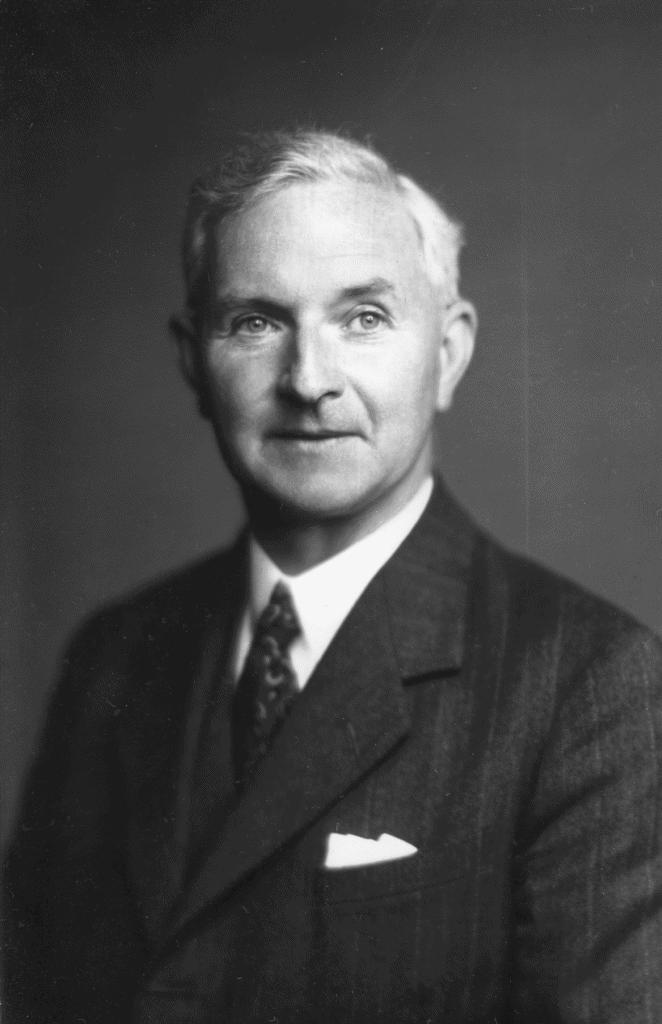
サー・ジョン・エドワード・レナード＝ジョーンズ

サー・ジョン・ エドワード・レナード＝ジョーンズ KBE, FRS（John Edward Lennard-Jones、1894年10月27日 - 1954年11月1日）は、イギリスの数学者、理論化学者である。ブリストル大学の理論物理学の教授、後にケンブリッジ大学の理論科学の教授を務めた。現代計算化学の創始者と見なされている。

## 人物
レナード＝ジョーンズは、科学者の間において分子構造、原子価、分子間力に関する業績でよく知られている。これらのテーマに関する多くの研究は、レナード＝ジョーンズが1929年に発表した論文から成長していった。液体および表面触媒に関する彼の理論もまた今でも影響力が大きい。レナード＝ジョーンズが発表した論文は少ないが、それらの影響力は大きい。
レナード＝ジョーンズの主な関心は、原子ならびに分子構造、特に原子粒子間に働く力や、化学結合の性質、なぜ水が凍る時に体積が増えるのかといった基本的な事柄であった。イギリスにおける理論化学のトップに就くと、量子力学や原子を構成する粒子の相互作用の新たな概念を物理学や有機化学の現象に適応する研究機関を設立した。この機関は、S・フランシス・ボーイズ、チャールズ・クールソン、ジョージ・G・ホール、A. Hurley、ジョン・ポープルを含む多くの著名な科学者や数学者を招いた。
希ガスの原子は、引力的ファンデルワールス力と電子軌道の重なりが原因である反発力とがお互いに打ち消し合っているポテンシャルを通じて相互作用する。このポテンシャルのよく知られた近似はいわゆるレナード-ジョーンズ・ポテンシャルであり、原子の距離間隔の関数としてポテンシャルエネルギーが記述されている。彼の名を冠したものとしては他に、キール大学の化学・物理学科のLennard-Jones Laboratoryがある。英国王立化学会はレナード＝ジョーンズメダルを授与し、毎年レナード＝ジョーンズレクチャーを開催している。
ジョン・エドワード・ジョーンズは1926年にキャスリーン・レナードと結婚し、妻の姓を自分の姓に加えレナード＝ジョーンズとなった。2人にはジョンとメリーの2人の子供がいた。

## 論文
- Jones, J. E. (1924). “On the Determination of Molecular Fields. I. From the Variation of the Viscosity of a Gas with Temperature”. Proc. R. Soc. Lond. A 106:  441-462. doi:10.1098/rspa.1924.0081.
- Jones, J. E. (1924). “On the Determination of Molecular Fields. II. From the Equation of State of a Gas”. Proc. R. Soc. Lond. A 106:  463-477. doi:10.1098/rspa.1924.0082.
- Lennard-Jones, J. E. (1929). “The electronic structure of some diatomic molecules”. Trans. Faraday Soc. 25:  668-686. doi:10.1039/TF9292500668.
- Lennard-Jones, J.E. (1931) Proc. Camb. Phil. Soc. 27, 469.
- Lennard-Jones, J. E. (1934). “The electronic structure and the interaction of some simple radicals”. Trans. Faraday Soc. 30:  70-85. doi:10.1039/TF9343000070.
- Lennard-Jones, J. E. (1937). “The Electronic Structure of Some Polyenes and Aromatic Molecules. I. The Nature of the Links by the Method of Molecular Orbitals”. Proc. R. Soc. Lond. A 158:  280-296. doi:10.1098/rspa.1937.0020.
- Lennard-Jones, J. (1949). “The Molecular Orbital Theory of Chemical Valency. I. The Determination of Molecular Orbitals”. Proc. R. Soc. Lond. A 198:  1-13. doi:10.1098/rspa.1949.0083.
- Lennard-Jones, J. (1949). “The Molecular Orbital Theory of Chemical Valency. II. Equivalent Orbitals in Molecules of Known Symmetry”. Proc. R. Soc. Lond. A 198:  14-26. doi:10.1098/rspa.1949.0084.
- Hall, G. G.; Lennard-Jones, J. (1950). “The Molecular Orbital Theory of Chemical Valency. III. Properties of Molecular Orbitals”. Proc. R. Soc. Lond. A 202:  155-165. doi:10.1098/rspa.1950.0091.